# Tangkis
Tangkis is een bestuurslaag in het regentschap Demak van de provincie Midden-Java, Indonesië. Tangkis telt 2679 inwoners (volkstelling 2010).